# Christopher Plummer
Arthur Christopher Orme Plummer (Toronto, 13 de diciembre de 1929-Weston, Connecticut, 5 de febrero de 2021), conocido como Christopher Plummer, fue un actor canadiense ganador de los cuatro principales galardones interpretativos de Estados Unidos: Óscar, Emmy, Globo de Oro y Tony.
Con 82 años, se había convertido en el galardonado más longevo en ganar un Premio Óscar en 2011, tras superar a George Burns y Jessica Tandy, respectivamente, hasta que en 2021 fue superado por Anthony Hopkins, quien obtuvo su segundo galardón a los 83 años.

## Biografía

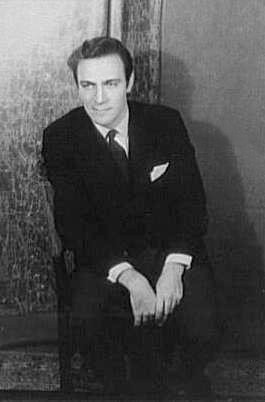
Christopher Plummer en 1959

Christopher Plummer, bisnieto del Primer ministro de Canadá John Abbot, nació el 13 de diciembre de 1929 en Toronto, ciudad que abandonaría para mudarse con su madre a Senneville, cerca de Montreal. De niño estudió para ser pianista, pero pronto nació en él el deseo de ser actor. Debido a esta afición, en su juventud conoció a su compatriota, el pianista de jazz Oscar Peterson, al que le unió siempre gran amistad. Para desarrollar su carrera teatral se une a la Canadian Repertory Company, en la que alcanza cierta notoriedad en parte gracias a su dominio del francés y el inglés. La actriz Eva Le Gallienne le ofrece su primera oportunidad de lucimiento en The Constant Wife, según la pieza de William Somerset Maugham, en 1954. Al año siguiente estrena The Dark is Light Enough, The Lark y Medea, cuyas representaciones le llevan hasta París. Dos años después se casa con Tammy Grimes con la que tiene una hija, la actriz Amanda Plummer.
A su regreso de la capital francesa, Sidney Lumet le contrata para la película Stage Struck (1958), tras la cual se divorcia y vuelve al teatro, en el que interpreta papeles como Enrique II de Inglaterra en Becket (1962), donde un rey se enfrenta a su mejor amigo (Thomas Becket).

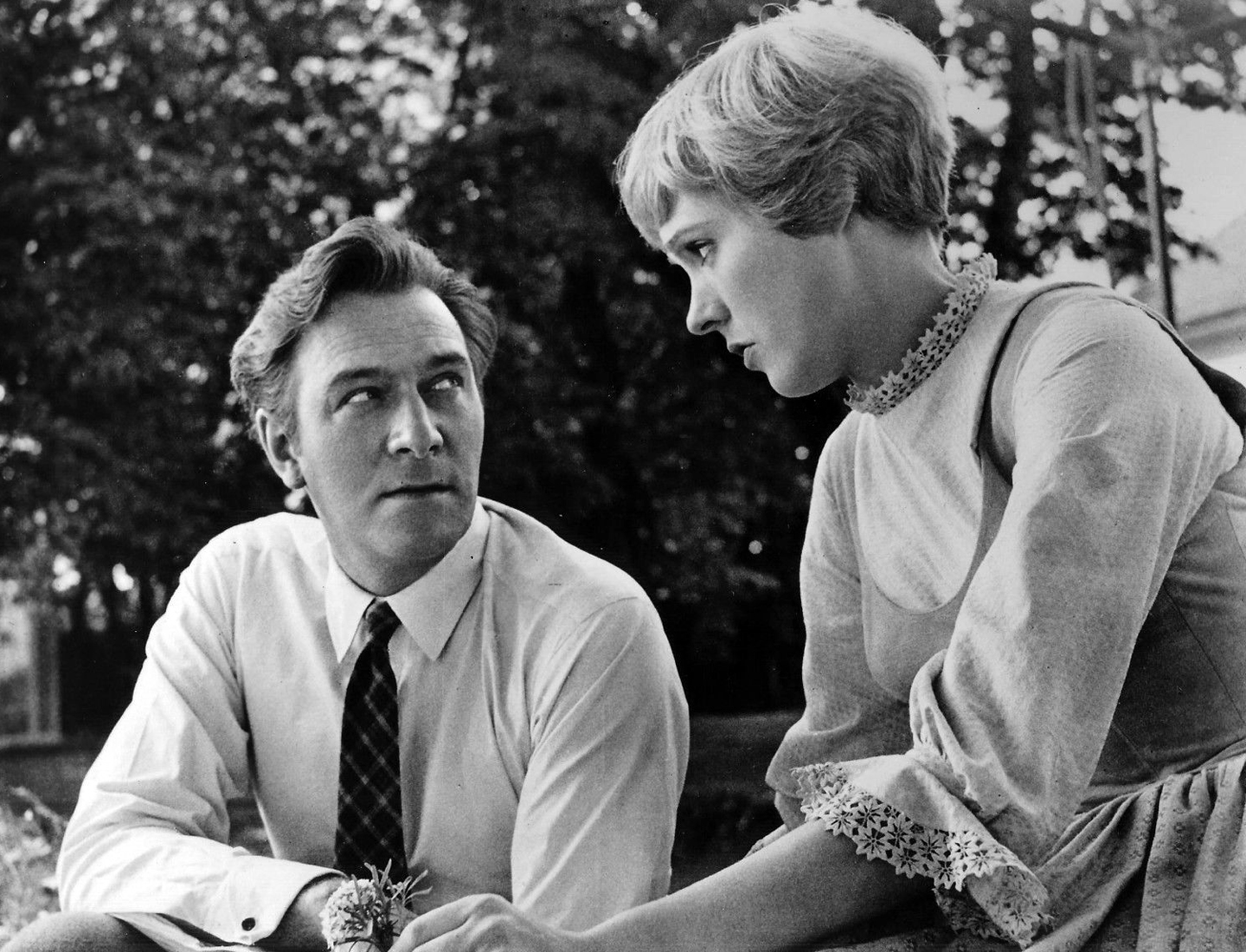
Christopher Plummer junto a Julie Andrews en The Sound of Music (1965)

Después de contraer segundas nupcias en 1962 con Patricia Lewis, en 1964 su rostro se popularizó gracias al estreno de La caída del Imperio romano donde encarna a un Cómodo corruptor que se siente traicionado, está más pendiente de organizar fiestas para el pueblo que de mantener la paz, y que muestra recelos a la hora de conceder la ciudadanía romana a unos bárbaros —a los que más tarde asesina a traición— mientras Siria se rebela contra el Imperio romano. Su composición de un emperador romano de carácter autoritario y chulesco le abre las puertas para otros papeles. Entre estos destaca el capitán Von Trapp de The Sound of Music, un viudo con siete hijos cuya rigidez se desmorona al entrar en su vida la institutriz María (Julie Andrews), con la que llega a casarse y huir de Austria tras despedirse de sus amigos en un festival de música donde entona la canción Edelweiss. A pesar de su enfado ante la sustitución de su voz en las secuencias musicales, la película dispara su cotización gracias a su éxito comercial. A partir de entonces los directores le encomiendan personajes más o menos elegantes, a veces bondadosos, otros villanescos. Mientras tanto en 1967 se divorcia de Patricia Lewis y en 1972 se casa con Elaine Taylor.
Durante los 70, Plummer combina sus apariciones cinematográficas con las teatrales. De esta manera tras ganar el premio Tony por Cyrano de Bergerac (1974), se mete en la piel de Rudyard Kipling en El hombre que pudo reinar (1975) y hereda de David Niven el papel de Charles en El regreso de la pantera rosa bajo las órdenes de Blake Edwards. En Asesinato por decreto (1979) pasa a engrosar la lista de actores que han encarnado a Sherlock Holmes en el cine.
En los años 80 centra su actividad profesional en el teatro, donde llega a interpretar a Yago en Otelo (1982) y Macbeth (1988). También realiza algunas  películas románticas como Somewhere in time de (1980) junto a Christopher Reeve y Jane Seymour. Ofrece una interpretación magistral en la notable cinta histórica The Scarlet and the Black (1983), basada en hechos reales, donde es el ambicioso, cruel y sanguinario coronel y jefe de la SS en Roma Herbert Kappler que mantiene su feroz rivalidad con un adversario muy particular: monseñor Hugh O'Flaherty (interpretado por Gregory Peck), oficial de alto rango de la Santa Sede, protector de refugiados, aliados y judíos en la Italia ocupada por los nazis en 1943.
A mediados de los años 90 "regresa" al cine con breves cometidos: el empresario de  Lobo (1994), el detective de Dolores Claiborne (1995), el virólogo de Doce monos (1996).
En 1997 gana su segundo Tony por Barrymore, interpretación que junto a la realizada en la película The Insider inicia una nueva etapa profesional. En efecto su papel de Mike Wallace, un reconocido periodista estadounidense (recientemente retirado) le vale varios premios de la crítica cinematográfica, aunque no logra quedar candidato a los Óscar. Hollywood empieza a reclamar sus servicios con mayor regularidad: lo reúne de nuevo con Julie Andrews en la versión para televisión del filme On Golden Pond —donde interpreta a un hombre de la tercera edad que aprende a disfrutar de la compañía de su nieto—, y tiene también un papel en A Beautiful Mind (2001). 
Plummer vuelve al cine más pequeño e intimista con Lucky Break, donde interpreta al jefe de una cárcel, y Ararat, donde defiende el papel de un guardia de seguridad de un aeropuerto.
En 2004 combina las representaciones de Rey Lear con sus papeles cinematográficos en Nicholas Nickleby y Alexander, la superproducción de Oliver Stone. A estos títulos le siguen ...Y que le gusten los perros (2005), Plan oculto —donde es un banquero que se enriqueció gracias a los nazis y que oculta su pasado—, Syriana —donde es un empresario con intereses en el petróleo—, y El nuevo mundo donde interpreta a un capitán que defiende la disciplina de los oficiales de a bordo durante la colonización de Virginia.
En 2008 publicó su autobiografía In Spite of Myself, que fue bien recibida tanto por la crítica como por el público.
Entre sus últimos y notables trabajos, hay que citar El imaginario del Doctor Parnassus de Terry Gilliam, y Beginners, donde encarna a un anciano viudo que desvela a su hijo que es homosexual. Por este trabajo ganó un Globo de Oro y el citado Oscar al mejor actor secundario en 2011.
En 2017 trabajó en la película Todo el dinero del mundo de Ridley Scott, donde interpretó al empresario Jean Paul Getty. Plummer reemplazó al actor Kevin Spacey luego de que este fue denunciado por abusos sexuales; dado que Spacey ya había filmado su parte y la película estaba terminada, fue necesario rodar nuevas escenas con Plummer para sustituirlo. Por su trabajo en la película, recibió nominaciones a los premios Óscar, Globo de Oro y BAFTA.
Falleció en su hogar de Weston el 5 de febrero de 2021 a los 91 años de edad.

## Filmografía parcial
| Año  | Película                             | Director                   |
| ---- | ------------------------------------ | -------------------------- |
| 1958 | Stage Struck                         | Sidney Lumet               |
| 1958 | Muerte en los Pantanos.              | Nicholas Ray               |
| 1964 | Hamlet at Elsinore                   | Philip Saville             |
| 1964 | La caída del Imperio romano          | Anthony Mann               |
| 1965 | The Sound of Music                   | Robert Wise                |
| 1966 | Triple Cross                         | Terence Young              |
| 1969 | The Royal Hunt of the Sun            | Irving Lerner              |
| 1970 | La batalla de Inglaterra             | Guy Hamilton               |
| 1970 | Waterloo                             | Serguéi Bondarchuk         |
| 1975 | The Man Who Would Be King            | John Huston                |
| 1975 | El regreso de la pantera rosa        | Blake Edwards              |
| 1977 | Jesús de Nazareth                    | Franco Zeffirelli          |
| 1978 | The Silent Partner                   | Daryl Duke                 |
| 1978 | Starcrash                            | Luigi Cozzi                |
| 1979 | La calle del adiós                   | Peter Hyams                |
| 1979 | Asesinato por decreto                | Bob Clark                  |
| 1980 | Somewhere in Time                    | William Fawcett Robinson   |
| 1980 | Huida desesperada                    | Michael O’Herlihy          |
| 1981 | Dial M for Murder                    | Boris Sagal                |
| 1981 | The Amateur                          | Charles Jarrott            |
| 1983 | The Scarlet and the Black            | Jerry London               |
| 1987 | Dragnet: Dos sabuesos despistados    | Tom Mankiewicz             |
| 1989 | Campo de espinas                     | Jean-Claude Lord           |
| 1990 | Sangre prohibida                     | David Blyth                |
| 1991 | Star Trek VI: Aquel país desconocido | Nicholas Meyer             |
| 1994 | Lobo                                 | Mike Nichols               |
| 1995 | Dolores Claiborne                    | Taylor Hackford            |
| 1995 | La conspiración del miedo            | John Eyres                 |
| 1996 | Doce monos                           | Terry Gilliam              |
| 1996 | We the Jury                          | Sturla Gunnarsson          |
| 1997 | Esqueletos                           | David DeCoteau             |
| 1998 | Alma perversa                        | Dominic Shiach             |
| 1999 | The Insider                          | Michael Mann               |
| 1999 | Hidden Agenda                        | Iain Paterson              |
| 2000 | Núremberg                            | Yves Simoneau              |
| 2000 | The Dinosaur Hunter                  | Rick Stevenson             |
| 2001 | A Beautiful Mind                     | Ron Howard                 |
| 2001 | Lucky Break                          | Peter Cattaneo             |
| 2002 | Night Flight                         | Nicholas Renton            |
| 2002 | Falsa acusación                      | Michel Poulette            |
| 2003 | Ararat                               | Atom Egoyan                |
| 2003 | Nicholas Nickleby                    | Douglas McGrath            |
| 2004 | Alexander                            | Oliver Stone               |
| 2004 | La leyenda del tesoro perdido        | Jon Turteltaub             |
| 2005 | Four Minutes                         | Charles Beeson             |
| 2005 | Y que le gusten los perros           | Gary David Goldberg        |
| 2005 | Syriana                              | Stephen Gaghan             |
| 2005 | El nuevo mundo                       | Terrence Malick            |
| 2006 | Plan oculto                          | Spike Lee                  |
| 2006 | La casa del lago                     | Alejandro Agresti          |
| 2007 | Man in the Chair                     | Michael Schroeder          |
| 2007 | Already Dead                         | Joe Otting                 |
| 2007 | Cerrando el círculo                  | Richard Attenborough       |
| 2007 | Aritmética emocional                 | Paolo Barzman              |
| 2008 | La última estación de Leo Tolstoy    | Michael Hoffman            |
| 2009 | El imaginario del Doctor Parnassus   | Terry Gilliam              |
| 2009 | Up                                   | Pete Docter y Bob Peterson |
| 2010 | Beginners                            | Mike Mills                 |
| 2011 | Priest                               | Scott Stewart              |
| 2011 | The Girl with the Dragon Tattoo      | David Fincher              |
| 2014 | Hector and the Search for Happiness  | Peter Chelsom              |
| 2014 | Elsa & Fred                          | Michael Radford            |
| 2014 | The Forger                           | Philip Martin              |
| 2015 | Remember                             | Atom Egoyan                |
| 2015 | Danny Collins                        | Dan Fogelman               |
| 2016 | The Exception                        | David Leveaux              |
| 2017 | All the Money in the World           | Ridley Scott               |
| 2017 | El hombre que inventó la navidad     | Bharat Nalluri             |
| 2018 | Boundaries                           | Shana Feste                |
| 2019 | Knives Out                           | Rian Johnson               |
| 2019 | Cliffs of Freedom                    | Thanasi                    |
| 2019 | The Last Full Measure                | Frank Pitsenbarger         |

## Premios y distinciones
Premios Óscar
| Año  | Categoría              | Película                   | Resultado |
| ---- | ---------------------- | -------------------------- | --------- |
| 2010 | Mejor actor de reparto | La última estación         | Nominado  |
| 2012 | Mejor actor de reparto | Beginners                  | Ganador   |
| 2018 | Mejor actor de reparto | All the Money in the World | Nominado  |

Globos de Oro
| Año  | Categoría                                              | Película                   | Resultado |
| ---- | ------------------------------------------------------ | -------------------------- | --------- |
| 2018 | Mejor actor de reparto                                 | All the Money in the World | Nominado  |
| 2012 | Mejor actor de reparto                                 | Beginners                  | Ganador   |
| 2010 | Mejor actor de reparto                                 | La última estación         | Nominado  |
| 2001 | Mejor Actor de reparto de serie, miniserie o telefilme | American Tragedy           | Nominado  |

Premios del Sindicato de Actores
| Año  | Categoría              | Película           | Resultado |
| ---- | ---------------------- | ------------------ | --------- |
| 2011 | Mejor actor de reparto | Beginners          | Ganador   |
| 2009 | Mejor Actor de Reparto | La última estación | Nominado  |